# Orthotrichia tyleri
Orthotrichia tyleri är en nattsländeart som beskrevs av Wells 1979. Orthotrichia tyleri ingår i släktet Orthotrichia och familjen smånattsländor. Inga underarter finns listade i Catalogue of Life.